# San Germano Chisone
San Germano Chisone – miejscowość i gmina we Włoszech, w regionie Piemont, w prowincji Turyn.
Według danych na rok 2004 gminę zamieszkiwały 1842 osoby, 122,8 os./km².